# SPIKE
SPIKE è il quinto album in studio delle Puffy AmiYumi. Commercializzato nella fine del 2000 in Giappone, è il primo album del duo ad essere stato distribuito anche in nord America.

## Tracce

### Edizione americana[1]
1. "No. 5" (Boogie Woogie No. 5) (Tamio Okuda)
2. "Violet" (Puffy AmiYumi, Sturmer)
3. "Shut Your Mouth, Honey" (Puffy AmiYumi, Atsuya Tachibana & Shinichi Yakuma)
4. "Cosmic Wonder" (Okuda)
5. "Destruction Pancake" (Onuki)
6. "Su-I-Su-I" (Yumi, Okuda & Puffy AmiYumi)
7. "Sui Sui" (Ami, Okuda & Puffy AmiYumi)
8. "Swimming Pool" (Okuda)
9. "Green Apple" (Puffy AmiYumi, Shinichi Yakuma)
10. "This Is the Song of Sweet Sweet Season When Cherry Garcia Blossoms Bloom" (Yumi, Sturmer)
11. "Into the Beach" (Okuda)
12. "Puffy's Rule" (Okuda, Furata)
13. "December" (Puffy AmiYumi & Andy Sturmer)
14. "Love So Pure" (bonus track) (Sturmer)
15. "Wild Girls on Circuit" [The Ready Made JBL Mix '99] (bonus track) (Okuda)

### Edizione giapponese
1. "Boogie Woogie No.5"
2. "Sumire"
3. "Mondo Muyo"
4. "COSMIC Nagaretabi"
5. "Destruction Pancake"
6. "Su-i Su-i"
7. "Sui Sui"
8. "Pool Nite"
9. "Aoi Ringo"
10. "Sakura no Hana ga Saku Amai Amai Kisetsu no Uta"
11. "Umi Eto"
12. "Puffy no RUURU"
13. "Juni gatsu"